# Guntzviller
Guntzviller település Franciaországban, Moselle megyében. Lakosainak száma 356 fő (2022. január 1.). Guntzviller Arzviller, Dabo, Haselbourg, Hommarting, Niderviller, Plaine-de-Walsch és Saint-Louis községekkel határos.

## Népesség
A település népességének változása:
| Lakosok száma | 297  | 333  | 337  | 347  | 395  | 391  | 385  | 370  | 362  | 356  |
|               | 1968 | 1982 | 1990 | 2006 | 2013 | 2015 | 2017 | 2019 | 2020 | 2022 |